# Mehmet Cerrahoğlu
Mehmet Cerrahoğlu ist ein türkischer Schauspieler.

## Leben und Karriere
Cerrahoğlu leidet an GAPO-Syndrom. Bekammtheit erlangte er für seine Rolle in Baskin. Anschließend trat er 2016 in der Fernsehserie Diriliş Ertuğrul auf. Unter anderem spielte er 2022 in dem Film Masal Şatosu: Gizemli Misafir mit. 2023 wurde Cerrahoğlu für den Film Mühr-ü Musallat 2: Yasak Düğün gecastet. Im selben Jahr bekam er eine Rolle in The Quantum Devil.
Außerdem war er in verschiedene Kurzfilmen zu sehen. Er ist verheiratet und hat drei Kinder.

## Filmografie
Filme
- 2015: Baskin
- 2022: Masal Şatosu: Gizemli Misafir
- 2023: Mühr-ü Musallat 2: Yasak Düğün
- 2023: The Quantum Devil

Serien
- 2016: Diriliş Ertuğrul